# Nižněnovgorodská dětská železnice
Nižněnovgorodská dětská železnice (rusky Детская железная дорога в Нижнем Новгороде), dříve Gorkovská dětská železnice M. Gorkého, je dětská železnice, fungující od roku 1939 v ruském Nižním Novgorodu.
Podobných tratí, obsluhovaných dětmi od 8 do 15 let, bylo vystavěno v bývalém SSSR několik desítek. Jejich účelem je především zábavnou formou učit děti práci v kolektivu a propagovat mezi mládeží profesi železničáře, slouží ovšem i jako atrakce pro veřejnost.

## Historie
Výstavba dětské železnice v Gorkém (jak se Nižnij Novgorod tehdy nazýval) započala 30. května 1939 jako akce místních komsomolců - stavebních prací se účastnilo přes 36 tisíc lidí. První vlak vyjel již téhož roku, 8. listopadu 1939 v 14:02. Původní délka trati byla 11 200 m, hlavní trať měřila 9 100 m. Otevřeny byly stanice Rodina (česky Vlast), Majakovskaja (podle básníka Majakovského), Puškino (podle spisovatele Puškina), Sčastlivaja (česky Šťastná) a depo pojmenované po Čkalovovi.
V letech 1941-1946 sloužila železnice kvůli válce k výuce dospělých železničářů.

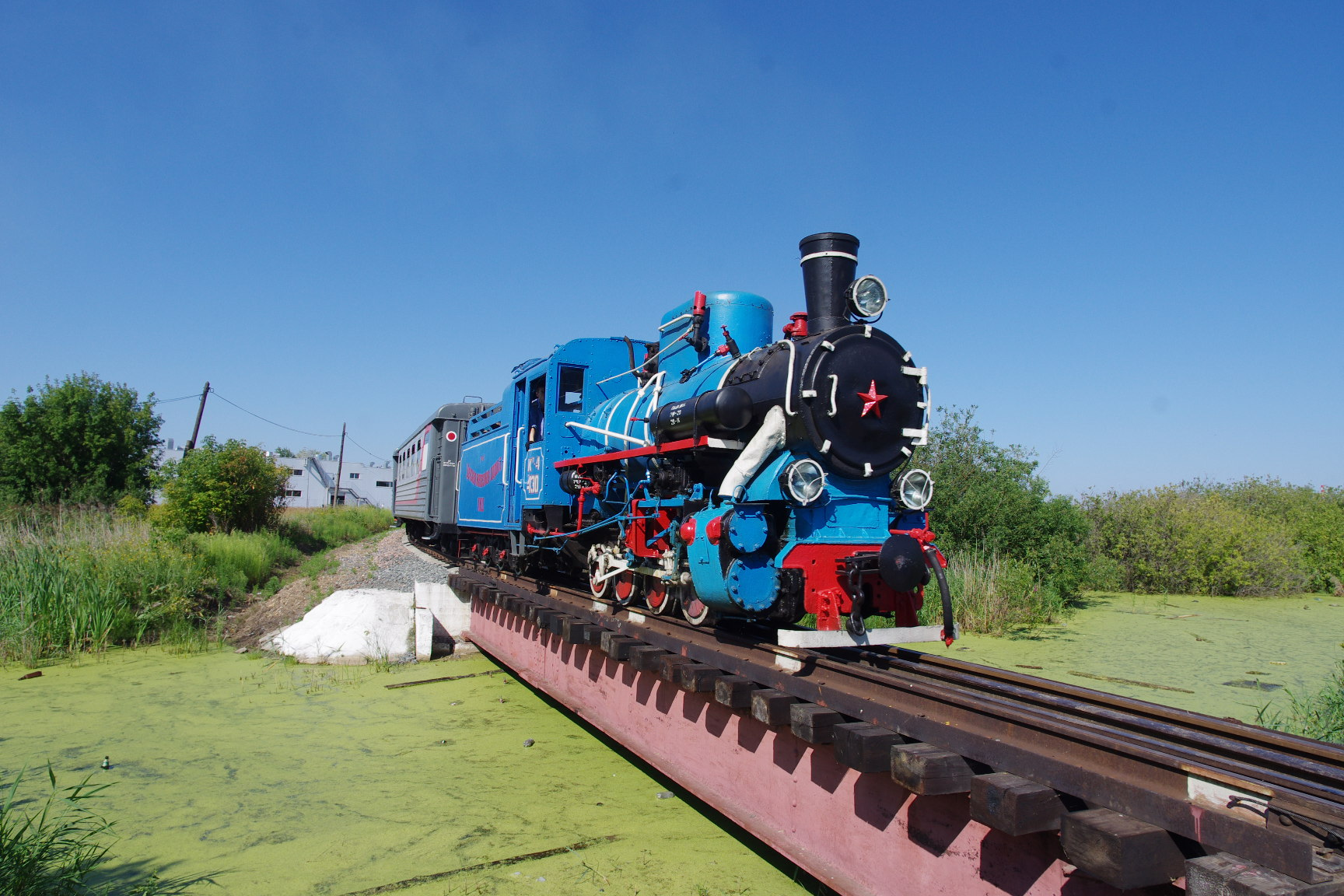
Parovlak na mostu

V roce 1965 došlo k přeložení trati, došlo tak k jejímu zkrácení a zrušení některých stanic. Budova bývalé stanice Sčastlivaja je v současnosti památkově chráněna a slouží jako obřadní síň. Současná stanice Sčastlivaja je situována jinde a pochází až z 90. let.

## Popis
Úzkokolejná trať ve tvaru velkého písmene T má rozchod pouhých 750 mm. Hlavní trať je dlouhá 3,2 km, celkem je zde 4,1 km kolejí. V provozu jsou 3 stanice (Rodina, Puškino, Sčastlivaja), z nichž hlavní je Rodina s nádražní budovou ve stylu socialistického realismu, v níž se nachází také muzeum a kulturní sál.
Vozový park zahrnuje jednu parní lokomotivu, 3 dieselové, 12 standardních a 2 otevřené vagóny.
Za sezónu 2011 odbavili mladí nižněnovgorodští železničáři okolo 13 tisíc pasažérů a utržili 514 tisíc rublů. Roku 2016 stálo jízdné pro dospělého 100 rublů, pro děti 75. V provozu je vždy od června do srpna.